# اس‌اس بلشن
اس‌اس بلشن (به انگلیسی: SS Belocean) یک کشتی بود که طول آن ۴۵۱ فوت ۰ اینچ (۱۳۷٫۴۶ متر) بود. این کشتی در سال ۱۹۴۵ ساخته شد.